# Градски музеј Суботица
Градски музеј у Суботици je културна институција од великог значаја основана 1892. и реоснована 1948. године. Званични оснивач градског музеја била је Скупштина општине Суботица. Главни задатак ове установе је очување и представљање археолошких, антрополошких, историјских, педагошких, етнолошких, природњачких и вредности из области историје уметности. Поред библиотеке и одељења која се баве организацијом и педагошким радом, на основу поменутих тематских целина организована су и музејска одељења и њене збирке. Музеј је од 2008. године смештен у згради из 18. века, најамној кући Микше Деметера (мађ. Dömötör Miksa), у велелепном здању украшеном у стилу сецесије.

## Музејске збирке
Рад музеја је организован у оквиру одељења из следећих области:
- археолошка збирка
- етнолошка збирка
- историјска збирка
- уметничка збирка
- природњачка збирка
- библиотека
- заштита музејских предмета

## Историјат музеја

### Почеци
Последњих деценија 19. века и грађанску Суботицу је полако сустигла жеђ за културом, која је карактерисала тадашњу Европу и Монархију. Почеци музејске активности у овом граду везани су за образовне установе, првенствено гимназије, где су покренуте прве акције сакупљања и складиштења разних колекција, тада пре свега нумизматичких, дакле колекције примерака кованог новца и других монета. Први музејски ентузијаста у Суботици, био је професор латинског језика и историје суботичке Више гимназије, Имре Балаш (мађ. Balás Imre), који је током школске 1874/75. године преко локалне штампе грађанима упутио позив на сакупљање “новаца или монета од било ког метала”, тражећи заправо од њих да ове предмете дарују збирци гимназије. У формирању ове прве збирке учествовао је и други ентузијаста, такође гимназијски професор, Иштван Ивањи (мађ. Iványi István). Управо се за његово име везује формирање даљих колекција, међу њима и збирке старина, односно сакупљање “старих налаза”.
Такође је из пера овог еминентног професора потекао и први археолошки резиме који се односио на Суботицу, а који је објављен у годишњаку Више гимназије из 1883. године. Ово је уједно и први археолошки резиме објављен у Бачкој, и драгоцено сведочанство о првим значајним археолошким налазима на овом простору – материјалу који је касније већим делом нестао у ватрама ратова.

### Први налази од великог значаја
- На пустари Переш између Хајдукова и Хоргоша 1870. године један пастир проналази лобању човека и коња која вири из пешчане хумке. Радило се о хунском гробу на дини коју је односио ветар. Око коњаника сахрањеног са коњем и пратећом опремом, била је велика количина грнчарије, а од сакупљених предмета истиче се готово нетакнути ђем у зубима коња, обе узенгије и 22 украса у облику дугмета.[3][4]
- 1882. године у тадашњој циглани Титуса Мачковића, током радова ископан је крупнији археолошки налаз: у једној глиненој посуди нађена је остава из времена праисторије, разни предмети тежине педесетак килограма. Одмах на старту један део нађених предмета разнет је, а корозијом изобличене комаде – сведочи Ивањи[5] – у ливници фирме уништио је локални мајстор. Већину уломака бронзе продали су једном локалном котлару. Само мањи део предмета је доспео у збирку гимназије. Они су били: српови, пиле, разне врсте длета, дршке мача, врхови копља, украси, итд.
- На јужној периферији града, такође у циглани Титуса Мачковића на месту које се данас не може идентификовати, 1894. године нађена је подземна јама у облику крушколике земунице, а у њој 18 комада великих посуда из сарматског периода. Чудом судбине ове, због своје величине лако ломљиве посуде, преживеле су два светска рата и данас их заинтересовани посетиоци могу видети у неколико музеја Србије.
- Касније су у истој циглани пронађена и два гвоздена мача, вероватно из римског периода или периода инвазије гота.[6] Неки су предмети због њиховог значаја, били послати у Будимпештански музеј, где им се касније, због бомбардовања зграде током другог светског рата, губи траг.
- 1893. године Суботичка гимназија добија подмладак у особи 22-годишњег професора Ђорђа Бибо-Биге (мађ. Bibó-Bige György) пристиглог из Коложвара, који се одмах укључује у културни живот Суботице. За његово име везано је прво организовано археолошко ископавање у регији.[7] Бибо-Биге према усменој дојави грађана истражује локалитет "црквени брег" (мађ. Templomdomb) на Келебији за који констатује да има археолошку вредност, и након дуге борбе са градским властима 1913. коначно добија дозволу за рад. Током августа исте године, за само 6 дана, са десетак надничара-копача и два унајмљена фијакера, у присуству полицијског капетана, Бибо-Биге откопава темеље цркве са гробљем из периода доласка Мађара, и о пронађеним предметима пише извештај. Налазе је касније уредно публиковао,[8] а међу пронађеним предметима истиче се један сребрни динар из периода мађарских краљева, сребрно дугме из периода Арпадовића, бронзана аплика византијског порекла са ликом крилатог коња, украси за каиш, 35 металних предмета (углавном шарки и носача са врата и прозора цркве), цигле, мноштво грнчарије... Констатује да је црква насилно срушена у неком нападу, а у многим гробовима били су сахрањени људи у неправилном положају, као да су их сахранили преживели неке насилне погибије, ратног догађаја.[7] Такође се за његово име везује и отварање прве изложбе археолошког карактера у Суботици првих година 20. века.

### Прво спомињање музеја
Прво спомињање идеје Суботичког музеја збило се 1883. године у "отвореном писму" Ивањија и Балаша градском већу у коме траже "да се по питању (археолошких) вредности интервенише, да би се они од уништења и нестајања сачували, и ради поуке и дивљења публике у музеју представили".
Тада је гимназијском збирком руковао Еден Гол (мађ. Gohl Ödön), који је неколико година доцније наш град напустио као већ познат нумизматички истраживач и по именовању надлежног министарства у Будимпешти, постао асистент Збирке монета и старина Мађарског националног музеја. Ускоро је постао руководилац колекције антиквитета, да би нешто касније био изабран за редовног члана Земаљског археолошког и антрополошког друштва (мађ. Országos Régészeti és Embertani Társulat) и тиме постао један од славнијих Суботичана. Неколико година након тога, 1892. је у Суботици основано Удружење јавне библиотеке (мађ. Közkönyvtáregylet), то јест Градска библиотека. Ова установа се бавила и прикупљањем историјских и других предмета и због тога су ове паралелне активности ускоро биле обједињене а друштво је преименовано у Удружење суботичке јавне библиотеке и музеја. Формирање овог друштва 1892. године је датум порекла прве збирке Суботичког музеја.

### Музеј у новом миленијуму
До 1906. године, када је Удружење због недостатка средстава, крађе материјала и других нагомиланих проблема престало са радом, прикупљен је значајан музејски и библиотечки материјал. И поред неславне судбине музејског удружења Оскар Војнић (мађ. Vojnich Oszkár) је 1913. године поклонио Суботичком музеју у идејном формирању неколико стотина етнолошких предмета са својих путовања по Азији и Африци (део тог материјала и данас чува музеј).
Крај првог светског рата за Суботицу је истовремено значио и промену државне припадности и власти. На место делокруга мађарског министарства унутар претходне Аустроугарске монархије, задатке који се тичу старина преузеле су институције Краљевине Југославије. Међутим, утицај тадашње културне политике је довео до потпуног замрзавања музеолошке делатности. Један део инвентарисаних предмета је поново доспео у гимназију, док је други део нашао своје место у магацинима градске куће и тако преживео кризне године немарности. Шта више, чак и критичне дане Другог светског рата и савезничког бомбардовања Суботице. У послу спасавања музејске оставштине истакнуту улогу је имао Мијо Мандић, задужен за неговање фонда некадашњег библиотечко-музејског удружења, а који је касније постао директор данашње Градске библиотеке. Део културне баштине Суботице у међуратном периоду и касније постао је експонат Галерије Матице српске и Војвођанског музеја, град није имао свој музеј све до 1948. године.

### Сељење из зграде у зграду
Прва зграда музеја била је породична палата архитекте Франца Рајхла у којој су предмети о прошлости града били смештени до 1968. када је музејски фонд прерастао његове оквире и музеј се сели у Градску кућу. Ту на подељеном другом спрату су и даље постојали просторни проблеми и један део фонда је био архивиран у неодговарајуће просторије те је временом пропао (то је задесило на пример природњачку, пре свега ентомолошку збирку). Вишедеценијско неодрживо стање музеја навело је градску управу да коначно донесе решење. За трећи дом Музеја одабрана је кућа Деметерових, објекат са дубоком Суботичком прошлошћу, и 2007. године отпочиње реконструкција ове зграде за потребе Музеја.
Педијатар Микша Деметер (1868–1944) уз рад у властитој ординацији био је и лекар једног осигуравајућег друштава. Први је у граду применио серум у лечењу дифтерије и посветио се лечењу трахома, а уз то бавио се и рендгенолошком дијагностиком. 1906. године је са супругом по пројектима будимпештанских архитеката Јожефа и Ласла Вагоа подигао једноспратну најамну кућу у близини Суботичке синагоге. Приликом пројектовања куће Деметерових, браћу Ваго инспирисала је архитектура сецесије из Дармштата и Беча. И на овој згради се на пример налази птица, неизбежни декоративни детаљ на свакој згради пројектованој од браће Ваго. Најизразитији је мотив на огради од кованог гвожђа која украшава терасе заобљених углова, где су две птице окренуте једна према другој. Међутим, Деметер ускоро добија посао лекара у Кањижи и кућу продаје. Она након првог светског рата долази у руке новинске агенције "Напло" (Дневник) и штампарије "Минерва".
У Суботици је од 1903. године почео са излажењем политички дневни лист "Бачвански Дневник" (мађ. Bácsmegyei Napló). Након Првог светског рата, у Краљевини СХС, лист је неколико пута био приморан да престане са радом, а ригидна цензура често је већи део страница "Наплоа" остављала празним. Упркос томе тираж је у међуратном периоду порастао и "Напло" постао најбољи југословенски лист на мађарском језику пре Другог светског рата.
Првог јунског дана 1925. године склопљен је купопродајни уговор, вредан равно милион динара, на основу кога је издавач Наплоа, Минерва штампарија и накладништво д.д. купила некадашњу кућу Деметерових. Лист који се од 1929. године – по наредби власти због формирања бановина – могао звати само Напло а не и "Бачвански" излазио је до 1941. године. Тада су окупационе власти сматрале даље излажење овог листа непотребним. Али ни нове комунистичке власти 1946. године нису штеделе власнике, јер су кућу конфисковале у корист имовине ФНРЈ а фабриковано је и решење којим је укњижено право власништва у корист – тада већ државне – Штампарије Минерва. Тако је остало кроз шест  деценија. Након поновне приватизације угледне суботичке штампарије и размене њене зграде за пословни простор у центру града, у 108. години од изградње Деметерове куће, музеалци постају шести станари ове зграде.

## Опис и рад музеја
Своју богату збирку музеј излаже на својим сталним и повременим изложбама. Музеј прима посетиоце сваки дан од 10–18 часова, осим недеље и понедељка.
- Сталне поставке

Стална поставка музеја која се састоји од локалне археологије и природњачке збирке је у припреми, а изложба уметничких дела је за стално приказана у приземном холу музеја. У склопу легата музејске збирке овде је приказана Галерија мађарске ликовне уметности (1830–1930) у Суботици.
- Депанданси

Суботички музеј се као и остале музејске установе у Србији постепено развијао, а временом постао јединствени центар културе у регији. Сарадници музеја помагали су успостављању локалне музејске мреже и створени су депанданси – музејски огранци Музеј Бачка Топола и ентеријер апотеке Код мајке заштитнице изложен у Суботичкој Градској кући.

### Музеј Бачка Топола
Од септембра 2002. године као огранак Градског музеја у Суботици ради одељење у Бачкој Тополи са сталним поставкама из области биологије, археологије, локалне историје, књижевности и историје уметности. Музеј се налази у каштелу породице Краи (Краy) подигнутом 1802. године.
Локална музејска активност такође има своју традиционалну прошлост, те се у овој општини од 1970. године постепено провлачила идеја о оснивању сопственог музеја. Иако се та идеја није могла остварити све до 2002. истраживања су настављена (пре свега археолошка, али и етнолошка и историографска), а материјал за будући музеј се постепено увећавао.
У међувремену су истраживачи локалне историографије, неколицина посвећених грађана, створила четири мини–музеја (завичајну кућу, ковачку и коларску радионицу, ветрењачу и Музеј коњарства у Зобнатици), а на челу им је био архитекта др Имре Харкаи (мађ. Harkai Imre) (1952—2004).
Музеј Бачке Тополе је комплексног типа, у оквиру њега се налази етно кућа, коларско-ковачка радионица браће Егри (19. век), Завичајни архив и музеј коњарства у Зобнатици.

#### Етно-кућа Бачка Топола
Завичајна кућа у Бачкој Тополи формирана је у својеврстан етнографски музеј 1986. године са циљем да прикаже традиционалну архитектуру овдашњих људи. Као прва етно кућа у Војводини, а вероватно и у Србији, уређена је намештајем са краја 19. и почетка 20. века. Ради се о типичној панонској троделној кући, саграђеној 1843. године, са зидовима од набоја и кровом од трске. Припадала је породици која је радила 40 јутара земље, те представља пример газдинске куће, типичне за било који део Војводине. Гледајући ову кућу, која је припадала мађарској породици, а боја која преовладава је словачко плава, стиче се утисак да нема велике разлике између словачких, мађарских и буњевачких кућа, па и српских. Живећи једни до других, националне разлике су се губиле, занемаривале, сводиле на нијансе, а најважнија је била функционалност и удобност.

### Ентеријер апотеке Код мајке заштитнице
Ово је изложба монументалног ентеријера друге апотеке отворене у Суботици, године 1813. који је у оквиру изложбе "Историјат фармације у Суботици" изложен у сувенирници музеја у згради Суботичке градске куће. Ентеријер апотеке која је почетком шездесетих година 19. века била на Пијачном (Главном) тргу стална је поставка у сувенирници музеја од 2004. године.